# Jevanivka, Novoarhanhelsk
Jevanivka (în ucraineană Жеванівка) este un sat în comuna Kalnîbolota din raionul Novoarhanhelsk, regiunea Kirovohrad, Ucraina.

## Demografie
Componența lingvistică a localității Jevanivka
     Ucraineană (96,91%)
     Rusă (1,23%)
Conform recensământului din 2001, majoritatea populației localității Jevanivka era vorbitoare de ucraineană (96,91%), existând în minoritate și vorbitori de rusă (1,23%).